# Salman dell'Arabia Saudita
Salmān bin ʿAbd al-ʿAzīz Āl Saʿūd (in arabo سلمان بن عبدالعزيز آل سعود‎?; Riad, 31 dicembre 1935) è il settimo re dell'Arabia Saudita dal 23 gennaio 2015.

## Infanzia e studi
Nasce il 31 dicembre 1935 (89 anni), venticinquesimo figlio di re ʿAbd al-ʿAzīz e di Ḥaṣṣa Āl Sudayrī. Salmān fa parte quindi di coloro che vengono informalmente definiti "i sette Sudayrī". È cresciuto nel palazzo Murabbaʿ. Salmān ha ricevuto l'istruzione primaria nella scuola dei principi di Riyāḍ, istituzione fondata dal padre per istruire i suoi figli. Ha studiato religione e scienza moderna.

## Prime esperienze di governo
La prima esperienza di governo risale agli anni '50. Il re ʿAbd al-ʿAzīz lo nomina il 17 marzo 1954 suo rappresentante, emiro e sindaco di Riyad, a soli diciannove anni. In seguito, il 19 aprile 1955 è stato nominato dal re Saʿūd sindaco di Riyāḍ con rango di ministro, per più di cinque anni. Si è dimesso dall'incarico il 25 dicembre 1960.

## Governatore
Il 4 febbraio 1963 fu nominato governatore della provincia di Riyad, il suo mandato durò per ben 48 anni: dal 1963 al 2011, contribuendo allo sviluppo della capitale da città di medie dimensioni a grande metropoli urbana. Ha attirato sia turismo sia progetti di investimento esteri e favorì inoltre le relazioni geopolitiche ed economiche con l'Occidente.
Tra i suoi collaboratori vantava giovani tecnocrati qualificati e reclutati presso l'Università Re Sa'ud. Nel gennaio 2011, ordinò un'azione contro i mendicanti di Riyad "che cercano di approfittare della generosità della gente": tutti i mendicanti stranieri furono deportati, mentre quelli sauditi vennero costretti a seguire un programma di riabilitazione organizzato dal ministero degli affari sociali.

## Ministro della difesa e secondo vice primo ministro
Il 5 novembre 2011 venne nominato ministro della difesa, in sostituzione del fratello, il principe ereditario Sulṭān; fu sostituito nel ruolo di governatore dal principe Saṭṭām, fino a quel giorno suo vice. Il principe, nello stesso giorno, venne nominato anche membro del National Security Council (NSC).
È probabile che la nomina a ministro della difesa sia avvenuta grazie a un carattere conciliante e diplomatico: è infatti ben noto che si è sempre occupato attivamente delle controversie che avvenivano tra i membri della famiglia reale; in secondo luogo, il principe appartiene alla generazione intermedia, quindi ha potuto sviluppare stretti legami sociali e culturali con entrambe le generazioni. Infine, a seguito del suo lungo governatorato, ha sviluppato una rete di relazioni all'interno degli ambienti arabi e internazionali.
Come principe, Salmān ha visitato nel mese di aprile 2012, sia gli Stati Uniti sia il Regno Unito, dove ha incontrato il presidente degli Stati Uniti Barack Obama e il primo ministro britannico David Cameron, mentre nel giugno 2012, ha incontrato il ministro della difesa spagnolo Pedro Morenés.

## Principe ereditario
Il 18 giugno 2012 viene nominato principe ereditario dell'Arabia Saudita, poco dopo la morte del fratello Nāyef, inoltre è stato nominato anche vice primo ministro. La sua nomina è stata vista come un segnale di continuità delle caute riforme intraprese dal re ʿAbd Allāh: secondo i riformisti sauditi, a differenza di altri reali sauditi, Salmān possiede un approccio più diplomatico verso i membri dell'opposizione, ma non può essere considerato un vero e proprio riformatore; hanno inoltre sostenuto che, come il re ʿAbd Allāh, anche Salmān si è concentrato soprattutto sul miglioramento economico della nazione, piuttosto che su un suo reale cambiamento politico.
La corte reale saudita ha annunciato, il 27 agosto 2012, che il principe Salmān era stato incaricato degli affari di Stato da re ʿAbd Allāh, in quel momento all'estero per vacanza. Il principe ha lanciato il proprio profilo Twitter il 23 febbraio 2013.

## Regno
Salmān succede al fratellastro ʿAbd Allāh il 23 gennaio 2015. Lo stesso giorno ha nominato principe ereditario il fratellastro Muqrin e ha provveduto a rimuovere il primo ministro de facto di ʿAbd Allāh, Khāled al-Tuwayjirī, per sostituirlo con il figlio trentenne Muḥammad, che nomina ministro della Difesa.
Salmān è di tendenza conservatrice e tiene ai valori tradizionali per quanto riguarda le riforme politiche e di cambiamento sociale. È però previsto che continuerà le politiche del suo predecessore, che amava essere conosciuto come un modernizzatore, ma che ha anche supervisionato un regime che è stato ampiamente criticato per la situazione dei diritti umani.
Poco dopo l'ascesa al trono, il 29 gennaio 2015 il re ha effettuato un primo rimpasto di governo: Khālid bin ʿAlī ʿAbd Allāh al-Ḥumaydan è stato nominato capo dei servizi segreti al posto del principe Khālid bin Bandar, che è diventato suo consigliere; il consiglio nazionale di sicurezza, guidato dal principe Bandar bin Sulṭān, è stato soppresso; sono stati rimossi anche due figli del predecessore, ovvero i principi Turkī dalla carica di governatore di Riyad e Mishʿal da quella di governatore della Mecca. ʿAlī al-Naʿīmī è rimasto il ministro delle risorse petrolifere e minerarie, così come Saʿūd bin Fayṣal, che è rimasto a capo del ministero degli affari esteri, e Ibrāhīm al-Assāf, che ha mantenuto l'incarico di ministro delle Finanze. Egli ha anche dato un bonus di due mesi di stipendio a tutti i dipendenti statali sauditi, al personale militare, ai pensionati e agli studenti. Ha anche chiesto ai cittadini: «non dimenticatemi nelle vostre preghiere».  Lo stesso giorno ha decretato l'accorpamento del ministero dell'Istruzione superiore con quello dell'Istruzione.
Nel febbraio del 2015 ha ricevuto Carlo, principe di Galles durante il suo tour di sei giorni nel Vicino Oriente: essi "si sono scambiati cordiali colloqui e hanno recensito le relazioni bilaterali tra i paesi."
Nel febbraio 2015 è stato stimato che la transizione del potere avrà un costo di oltre 32 miliardi di dollari (più dell'intero budget annuale della Nigeria, che è la più grande economia dell'Africa): questa somma comprende sovvenzioni alle associazioni professionali, letterarie e alle società sportive, investimenti in acqua ed energia elettrica e bonus del valore di due mesi di stipendio a tutti i dipendenti pubblici, soldati, pensionati e studenti con borse di studio del governo in patria e all'estero. Alcune aziende private hanno seguito l'esempio con bonus paragonabili per i propri dipendenti sauditi, contribuendo a mettere un altro paio di miliardi di dollari nelle tasche della gente.

### Prime riforme
Tra le prime azioni del re e suo figlio, c'è da segnalare il tentativo di snellimento della burocrazia governativa: alla morte del re ʿAbd Allāh, c'erano ben undici segreterie di governo e tutte queste, il 29 gennaio, sono state abolite e riunite in due macro-dicasteri, il Consiglio per gli affari politici e della sicurezza (CPSA), guidato dal viceprincipe ereditario Muḥammad bin Nāyef, e il Consiglio per gli affari economici e di sviluppo (CEDA), guidato dal segretario generale della corte reale, il principe Muḥammad bin Salmān, che hanno avuto carta bianca nella riorganizzazione completa del governo e hanno rafforzato il potere della famiglia Sudayri, a cui entrambi i principi appartengono.
Ad aprile 2015 ha confermato la possibilità, già annunciata dal predecessore qualche anno prima, alle donne saudite di partecipare alle elezioni municipali, uniche votazioni concesse alla popolazione del regno, come candidate ed elettrici.

### Intervento militare nello Yemen
Nel marzo del 2015, il re ha ordinato di bombardare lo Yemen per combattere gli sciiti Huthi, ostili ai vari governi sunniti del Paese e appoggiati dall'Iran, guidando una coalizione di dieci Paesi musulmani; il nome in codice è "operazione Tempesta Decisiva", che è stata la prima volta che l'aeronautica militare saudita ha lanciato attacchi aerei contro un altro Paese dopo la prima guerra del Golfo del 1990-91.

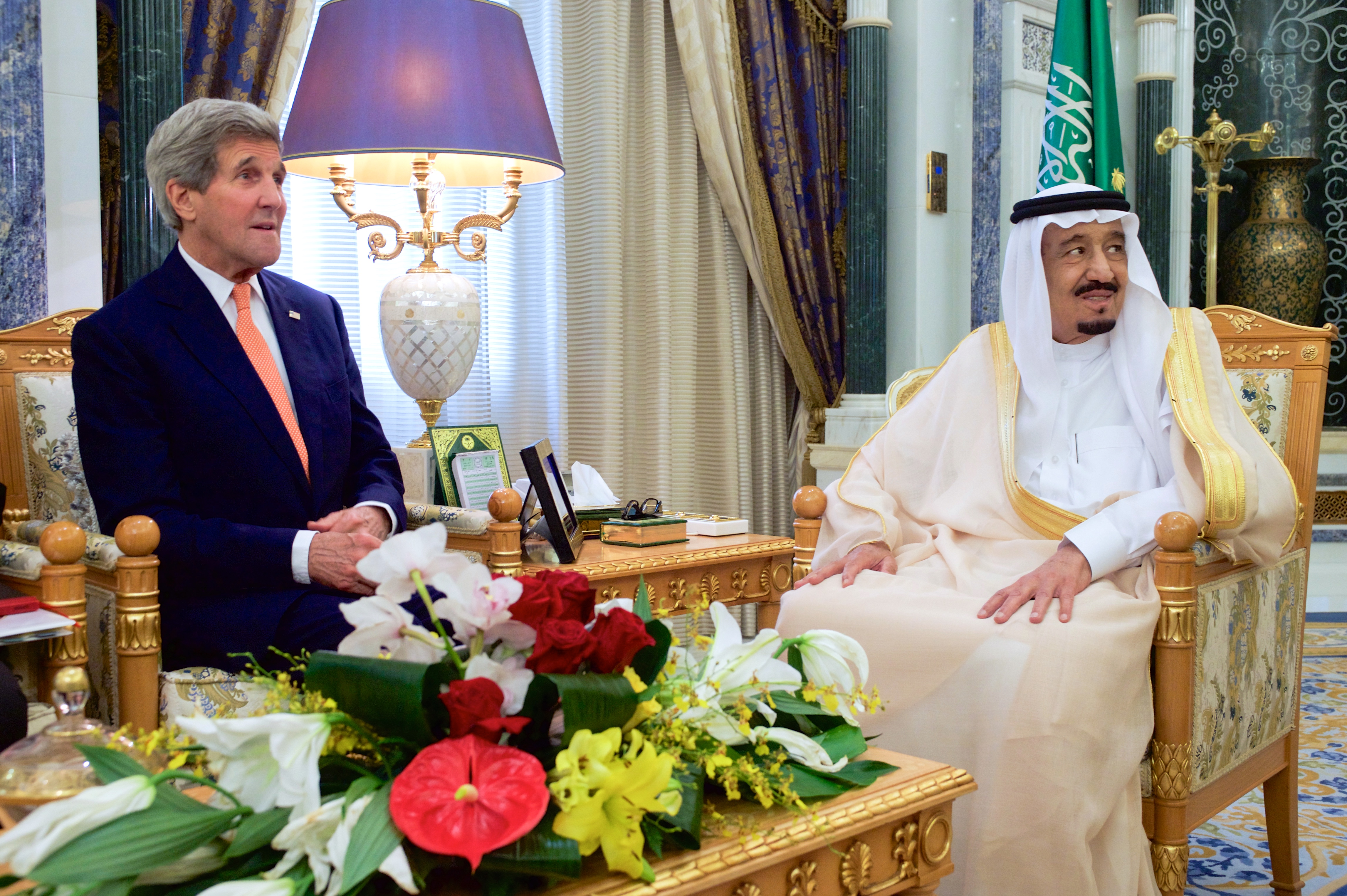
Re Salman dell'Arabia Saudita con il segretario di Stato degli Stati Uniti d'America John Kerry.

### Secondo rimpasto di governo e nomina del nuovo principe ereditario
Nell'aprile 2015 re Salmān ha nominato un nipote come nuovo erede presuntivo e ha posto un suo giovane figlio nella seconda posizione della linea di successione. Nominando il ministro dell'Interno Muḥammad bin Nāyef, 55 anni, principe ereditario e il trentenne ministro della difesa Muḥammad bin Salmān, 30 anni, viceprincipe ereditario, il sovrano ha di fatto deciso quale sarebbe stata la linea di successione per i decenni a venire del primo Paese esportatore di petrolio al mondo. L'annuncio significa che il trono passerà a una nuova generazione, per la prima volta dal 1953, quando la corona passò dal fondatore della dinastiaʿAbd al-ʿAzīz al primo dei suoi sei figli. 

Quasi tutti i poteri del re sono ora concentrati nelle mani della coppia, che guida i comitati che determinano tutte le questioni di sicurezza e di sviluppo economico in Arabia Saudita e che ha condotto la campagna di Riyāḍ contro i ribelli sciiti nello Yemen. Un altro grande cambiamento è stato la sostituzione del ministro degli esteri, il principe Saʿūd bin Fayṣal, in carica dall'ottobre del 1975, con l'ambasciatore negli Stati Uniti ʿĀdel al-Jubayr, primo non appartenente alla casa reale a ricoprire l'incarico. Infine, l'amministratore delegato della compagnia petrolifera di stato Saudi Aramco, Khālid al-Fāliḥ, è stato nominato ministro della Sanità e presidente della compagnia, mentre il ministro del Lavoro ʿĀdel al-Faqīh è stato spostato alla guida del dicastero dell'Economia e della pianificazione.

### Saudi Vision 2030 e terzo rimpasto di governo
Nella seduta del consiglio dei ministri del 26 aprile 2016, il viceprincipe ereditario Moḥammad ha presentato un piano strategico elaborato dal Consiglio per gli affari economici e di sviluppo da lui guidato, i punti centrali della proposta sono quelli economici, tra i quali: la trasformazione della Saudi Aramco in una holding; la costituzione di un fondo sovrano di 2000 miliardi di dollari per il lancio di progetti di investimento sul territorio nei settori non petroliferi, il turismo e l'intrattenimento; aumento di tasse e tariffe: una sul valore aggiunto, una sui beni di lusso, i pedaggi stradali, il prezzo della benzina e ridotte e razionalizzate le spese militari; ci saranno anche pesanti tagli sui sussidi. Secondo il piano questo permetterà all'economia del regno di diventare indipendente, entro il 2020, dalla produzione e dal prezzo del petrolio, il cui calo negli ultimi mesi ha messo in difficoltà il bilancio pubblico.
Pochi giorni dopo, il 7 maggio, il sovrano ha annunciato il terzo rimpasto di governo del suo regno: Ali bin Ibrahim al-Na'imi, ministro del petrolio e delle risorse minerarie, è stato sostituito con Khālid ʿAbd al-ʿAzīz al-Fāliḥ con l'incarico di ministro dell'energia, dell'industria e delle risorse minerarie; il ministero dell'Ḥajj è stato chiamato ministero dell'Ḥajj e della ʿUmra e affidato alla guida di un nuovo ministro; è stato inoltre soppresso il ministero delle risorse idriche e dell'elettricità, in quanto la competenza sull'acqua appartiene ora al dicastero dell'agricoltura. Anche i ministeri dei trasporti e degli affari sociali sono stati affidati a diverse persone; è stato inoltre nominato un nuovo governatore della Banca centrale nella persona di Aḥmad al-Khulayfī al posto di Fahd al-Mubārak. Il re ha anche istituito due nuove commissioni per la cultura e l'intrattenimento.

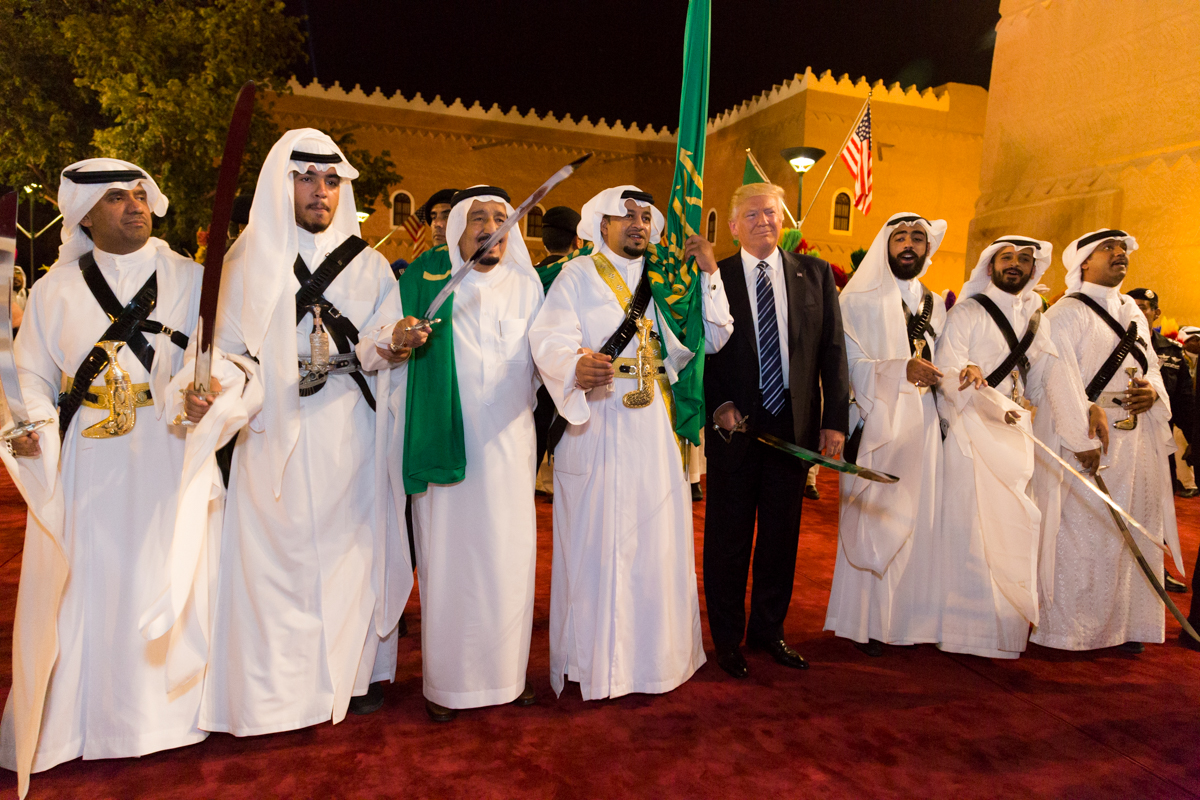
Re Salman e il presidente degli Stati Uniti Donald Trump prendono parte alla danza tradizionale saudita a Riyad, maggio 2017

### Nomine del 2017
Il 22 aprile 2017 ha riassegnato gli incarichi di governatore delle province di al-Bāha, al-Hudud al-Shamaliyya e Ha'il; ha poi nominato i nuovi vice governatori delle province di Medina, al-Qasim, Riyad, al-Sharqiyya, Asir, La Mecca e Najran; nello stesso giorno ha nominato suo figlio Khalid quale nuovo ambasciatore negli Stati Uniti e tre nuovi ministri.
Il 21 giugno ha nominato suo figlio Mohammad nuovo principe ereditario al posto del nipote Muhammad bin Nayef, che ha lasciato anche l'incarico di ministro dell'interno; in questo ruolo gli è succeduto il principe Abd al-Aziz bin Sa'ud Al Sa'ud. Secondo la televisione di stato Al Ikhbariya, la nomina dell'erede al trono è stata confermata da 31 dei 34 membri del Consiglio di fedeltà. Mohammad ha prestato giuramento lo stesso giorno dopo la preghiera della sera nel palazzo al-Safa a La Mecca. Lo stesso giorno il sovrano ha nominato Khalid bin Bandar bin Sultan Al Sa'ud ambasciatore in Germania e Faysal bin Sattam Al Sa'ud ambasciatore in Italia.

### Riforme successive
Ulteriori riforme governative hanno avuto luogo nel giugno 2018, quando Salman ha sostituito i ministri del Lavoro e degli Affari islamici. La nomina dell'uomo d'affari Ahmed al-Rajhi a ministro del lavoro ha segnalato un ruolo crescente delle competenze del settore privato nel governo saudita. Al nuovo ministro per gli affari islamici, Abdullatif al-Alsheikh, era stato precedentemente attribuito il merito di aver frenato il potere della polizia religiosa. Allo stesso tempo Salman ordinò l'istituzione del Ministero della Cultura, con la responsabilità di realizzare gli obiettivi culturali di Saudi Vision 2030; e il Consiglio delle Riserve Reali, incaricato della protezione dell'ambiente.
Nel settembre 2022, il re si è dimesso dalla carica di primo ministro, affidando questo ruolo a suo figlio Mohammad.

### Diritti umani
Nel febbraio del 2012, un giovane attivista sciita 'Ali Mohammed Baqir al-Nimr fu arrestato per aver partecipato ed incoraggiato le proteste in favore di una maggior democrazia nel regno saudita durante la primavera araba. Al momento dell'arresto, avvenuto in modo brutale, aveva appena 16 anni. Nel maggio 2014, ʿAlī al-Nimr fu condannato alla crocifissione. Per poter essere legalmente giustiziato, però, avrebbe dovuto avere, nel momento in cui commise il reato, 18 anni. Il trattamento riservato ad ʿAlī al-Nimr in carcere pare sia stato estremamente duro, ed il ragazzo sia stato torturato nel corso della sua detenzione. Il 27 maggio 2014 la condanna a morte per crocifissione e decapitazione è stata emessa dopo sei sessioni processuali avvenute a porte chiuse ed in segreto.
Nel febbraio del 2015, un uomo di Hafar al-Batin è stato giustiziato per aver abiurato la fede islamica. Nel giugno 2015, la corte suprema saudita ha commutato la sentenza in 1.000 frustate e 10 anni di prigione per Raif Badawi, un blogger saudita che era stato imprigionato nel 2012 dopo essere stato imputato del crimine di "offesa all'Islam".

## Altri incarichi
Da principe, Salmān è a capo del consiglio di famiglia, detto anche "consiglio dei discendenti", fondato dal re Fahd nel 2000 per risolvere le questioni familiari e per ridurre il comportamento pubblicamente imbarazzante di alcuni membri della famiglia reale. È anche presidente delle seguenti organizzazioni: "Fondazione Re ʿAbd al-ʿAzīz per la ricerca e gli archivi" (Kafra),  "Museo Re ʿAbd al-ʿAzīz", "Centro principe Salmān per la disabilità e la ricerca", e "Società di beneficenza principe Fahd b. Salmān per la cura dei pazienti renali". Nel settembre 2012, viene nominato vicepresidente del consiglio del servizio militare. È inoltre un forte sostenitore della filantropia a favore delle nazioni musulmane povere, come Somalia, Sudan, Bangladesh, Afghanistan e Bosnia-Erzegovina. Il suo sostegno finanziario alla Bosnia è andato anche agli islamisti radicali presenti nella regione.

## Influenza
Il re è considerato intelligente e laborioso, è il mediatore di fiducia per la risoluzione dei conflitti familiari di tutta la famiglia Āl Saʿūd, che conta circa 4.000 membri, la sua amministrazione di governatore è considerata libera dalla corruzione, inoltre è una figura di spicco del consiglio reale, e questo gli consente di selezionare quali principi saranno delegati nelle responsabilità del regno.
Il principe Salmān e la sua famiglia possiedono un gruppo di giornali, compresi i quotidiani panarabi al-Sharq al-Awsaṭ, ("Il Medio Oriente") e al-Iqtiṣādiyya ("L'economia"). Anche se possiede solo il 10% del Gruppo saudita di ricerca e marketing (SRMG), è spesso definito dai revisori come il proprietario e ne controlla l'organizzazione attraverso il presidente, il figlio Turki. L'SRMG pubblica quotidiani come Arab News, al-Sharq al-Awsaṭ e al-Iqtiṣādiyya attraverso la controllata compagnia saudita di ricerca e pubblicazione (SRPC).
Il principe dispone di forti alleanze con i giornalisti più influenti: si dice che sia vicino al direttore di Al Arabiya e ai giornalisti di al-Sharq al-Awsaṭ, ʿAbd al-Raḥmān Āl Rāshid, e ʿOthmān Āl ʿOmeyr, proprietari del giornale digitale liberale Elaph. Si crede che il principe Salmān abbia legami con il sito del giornale.

## Opinioni
Nel novembre 2002, il principe ha affermato che il suo paese non era responsabile se «alcuni hanno cambiato le opere caritatevoli in opera del male».  Ha inoltre dichiarato di aver preso personalmente parte alle attività di tali organizzazioni. Ha anche aggiunto: «So che l'assistenza va a fare il bene. Ma se ci sono quelli che cambiano alcuni lavori di carità in attività di malaffare, allora non è responsabilità del regno, né della sua gente, che aiuta i suoi fratelli arabi e musulmani di tutto il mondo». Il principe Salmān, secondo un dispaccio diplomatico statunitense del 2007, in politica è considerato un conservatore. Secondo il suo parere non è possibile introdurre la democrazia in Arabia Saudita a causa delle divisioni regionali e tribali.

## Vita privata

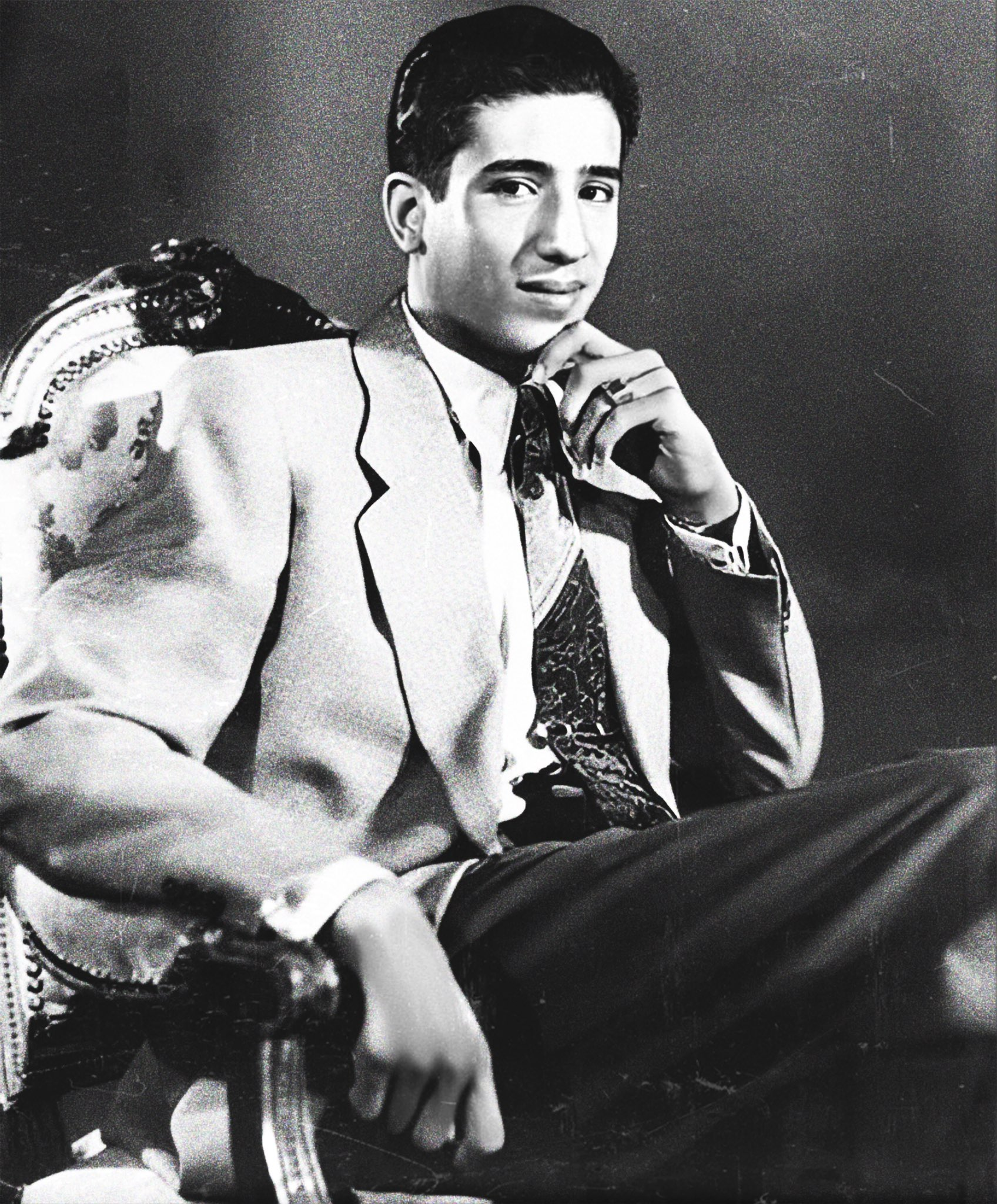
Salmān in gioventù

Salmān si è sposato tre volte. In prime nozze ha sposato Sulṭāna bt. Turkī Āl Sudayrī, deceduta all'età di 71 anni verso la fine del luglio 2011; era figlia dello zio materno del principe Salmān, Turkī b. Āl Sudayrī, già governatore della provincia di ʿAsīr; Sulṭāna ha sostenuto la società di beneficenza "Principe Fahd b. Salmān" per la cura dei pazienti renali e altre analoghe organizzazioni saudite; da questo matrimonio sono nati sei figli, ovvero i principi Fahd, Aḥmad, Sulṭān, ʿAbd al-ʿAzīz, Fayṣal e la principessa Ḥaṣṣa (nata nel 1974). Con la seconda moglie, Sāra bt. Fayṣal al-Sibāiʿaī, ha avuto un solo figlio. Con la terza moglie, Fahda bint Falāḥ b. Sulṭān Āl Ḥithalayn, ha avuto altri sei figli: Moḥammad, Turkī, Khālid, Nāyef, Bandar e Rākān.

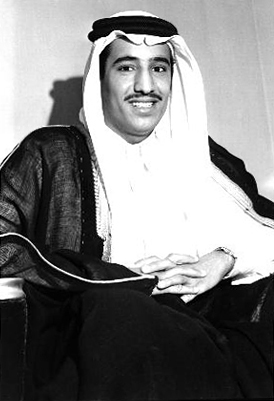
Salmān trentenne

Il figlio maggiore Fahd è morto di infarto all'età di 47 anni nel luglio 2001. 
Un altro figlio, Aḥmad, è morto dopo un attacco di cuore nel luglio 2002, all'età di 43 anni. Il terzo figlio, Sulṭān, è stata la prima persona di sangue reale, il primo arabo e il primo musulmano a volare nello spazio, con lo Space Shuttle Discovery (STS-51-G) nel giugno 1985. In seguito è diventato presidente della Commissione saudita per il turismo e le antichità (SCTA).
ʿAbd al-ʿAzīz, un altro figlio, dal 1995 è stato viceministro del petrolio. Fayṣal è governatore della provincia di Medina. Uno dei suoi figli più giovani, Moḥammad, è ministro della Difesa e principe ereditario. Nel febbraio 2013, il principe Turkī è diventato presidente del Gruppo saudita di ricerca e marketing, in sostituzione del fratellastro maggiore Fayṣal.
Salmān era il fratello più vicino al principe ereditario Sulṭān, essendo rimasto al suo fianco durante il periodo di malattia e di recupero sia a New York sia in Marocco, dal 2008 al 2011. Il principe Sulṭān, durante uno scambio epistolare, lo ha descritto come "il principe della lealtà". Salmān era anche il maggior consigliere di re Fahd durante il suo regno.
In seguito alla vittoria della nazionale saudita contro l'Argentina ai mondiali di calcio in Qatar concede al suo popolo una festa nazionale, con tanto di ingressi liberi ai luna park.

## Salute
Nell'agosto 2010, il principe ha subito un intervento chirurgico alla colonna vertebrale negli Stati Uniti e ha seguito un programma di recupero funzionale al di fuori dell'Arabia Saudita. Inoltre è stato anche colpito da un ictus e, nonostante la fisioterapia, il suo braccio sinistro non è al pieno delle sue funzionalità. Dopo la sua nomina a principe ereditario, diversi analisti, tra cui Simon Henderson, sostengono che sia affetto da demenza senile. Il 23 gennaio 2015 è asceso al trono dell'Arabia Saudita dopo la morte del fratellastro re ʿAbd Allāh senza incontrare alcuna obiezione da parte del casato reale.

## Premi
Il principe Salmān ha ricevuto il Lifetime Achievement Award dell'Al Turath Foundation Charity nell'ambito del patrimonio urbano.

## Albero genealogico
|                                   |                              |                             | Genitori                           |  |  | Nonni |  |  | Bisnonni        |  |  | Trisnonni                     |  |
|                                   |                              |                             |                                    |  |  |       |  |  | Faysal Āl Saʿūd |  |  | Turkī bin ʿAbd Allāh Āl Saʿūd |  |
|                                   |                              |                             |                                    |  |  |       |  |  | Faysal Āl Saʿūd |  |  | Turkī bin ʿAbd Allāh Āl Saʿūd |  |
|                                   |                              | Hia bint Ḥamad Tamīmī       |                                    |  |  |       |  |  | Faysal Āl Saʿūd |  |  |                               |  |
| ʿAbd al-Raḥmān Āl Saʿūd           |                              |                             |                                    |  |  |       |  |  | Faysal Āl Saʿūd |  |  |                               |  |
|                                   |                              | Sāra bint Misharī Āl Saʿūd  | Misharī b. ʿAbd al-Raḥmān b. Saʿūd |  |  |       |  |  |                 |  |  |                               |  |
|                                   |                              | Sāra bint Misharī Āl Saʿūd  | Misharī b. ʿAbd al-Raḥmān b. Saʿūd |  |  |       |  |  |                 |  |  |                               |  |
|                                   |                              | Sāra bint Misharī Āl Saʿūd  | …                                  |  |  |       |  |  |                 |  |  |                               |  |
| ʿAbd al-ʿAzīz dell'Arabia Saudita |                              | Sāra bint Misharī Āl Saʿūd  |                                    |  |  |       |  |  |                 |  |  |                               |  |
|                                   |                              | Aḥmad al-Kabīr al-Sudayrī   | Muḥammad b. Turkī al-Sudayrī       |  |  |       |  |  |                 |  |  |                               |  |
|                                   |                              | Aḥmad al-Kabīr al-Sudayrī   | Muḥammad b. Turkī al-Sudayrī       |  |  |       |  |  |                 |  |  |                               |  |
|                                   |                              | Aḥmad al-Kabīr al-Sudayrī   | …                                  |  |  |       |  |  |                 |  |  |                               |  |
| Sāra bint Aḥmad al-Sudayrī        |                              | Aḥmad al-Kabīr al-Sudayrī   |                                    |  |  |       |  |  |                 |  |  |                               |  |
|                                   |                              | …                           | …                                  |  |  |       |  |  |                 |  |  |                               |  |
|                                   |                              | …                           | …                                  |  |  |       |  |  |                 |  |  |                               |  |
|                                   |                              | …                           | …                                  |  |  |       |  |  |                 |  |  |                               |  |
| Salmān dell'Arabia Saudita        |                              | …                           |                                    |  |  |       |  |  |                 |  |  |                               |  |
|                                   | Muḥammad al-Kabīr al-Sudayrī | Aḥmad al-Kabīr al-Sudayrī   |                                    |  |  |       |  |  |                 |  |  |                               |  |
|                                   | Muḥammad al-Kabīr al-Sudayrī | Aḥmad al-Kabīr al-Sudayrī   |                                    |  |  |       |  |  |                 |  |  |                               |  |
|                                   | Muḥammad al-Kabīr al-Sudayrī | …                           |                                    |  |  |       |  |  |                 |  |  |                               |  |
| Aḥmad al-Sudayrī                  | Muḥammad al-Kabīr al-Sudayrī |                             |                                    |  |  |       |  |  |                 |  |  |                               |  |
|                                   |                              | …                           | …                                  |  |  |       |  |  |                 |  |  |                               |  |
|                                   |                              | …                           | …                                  |  |  |       |  |  |                 |  |  |                               |  |
|                                   |                              | …                           | …                                  |  |  |       |  |  |                 |  |  |                               |  |
| Ḥaṣṣa bt. Aḥmad al-Sudayrī        |                              | …                           |                                    |  |  |       |  |  |                 |  |  |                               |  |
|                                   |                              | ʿAlī b. Muḥammad al-Suwaydī | Muḥammad al-Suwaydī                |  |  |       |  |  |                 |  |  |                               |  |
|                                   |                              | ʿAlī b. Muḥammad al-Suwaydī | Muḥammad al-Suwaydī                |  |  |       |  |  |                 |  |  |                               |  |
|                                   |                              | ʿAlī b. Muḥammad al-Suwaydī | …                                  |  |  |       |  |  |                 |  |  |                               |  |
| Sharīfa al-Suwaydī                |                              | ʿAlī b. Muḥammad al-Suwaydī |                                    |  |  |       |  |  |                 |  |  |                               |  |
|                                   |                              | …                           | …                                  |  |  |       |  |  |                 |  |  |                               |  |
|                                   |                              | …                           | …                                  |  |  |       |  |  |                 |  |  |                               |  |
|                                   |                              | …                           | …                                  |  |  |       |  |  |                 |  |  |                               |  |
|                                   |                              | …                           |                                    |  |  |       |  |  |                 |  |  |                               |  |